# 極東連邦管区

極東連邦管区
Дальневосточный федеральный округ

極東連邦管区（きょくとうれんぽうかんく、ロシア語: Дальневосточный федеральный округ; Dal'nevostochnyj federal'nyj okrug）は、ロシア連邦の地域管轄区分である連邦管区の一つ。ロシアの極東区域を管轄する。行政府所在地は沿海地方のウラジオストク。2021年の人口は7,975,762人で、ロシア全体の5.42%である。

## 概要

極東連邦管区の連邦構成主体図

極東連邦管区に所属する連邦構成主体は以下11主体である。
2007年7月1日にカムチャツカ州とコリャーク自治管区が合併し、カムチャツカ地方となった。2018年11月にブリヤート共和国とザバイカリエ地方がシベリア連邦管区から移管された。
1. アムール州 Амурская область
2. ブリヤート共和国 Республика Бурятия
3. ユダヤ自治州 Еврейская автономная область
4. ザバイカリエ地方 Забайкальский край
5. カムチャツカ地方 Камчатский край, Камчатка
6. マガダン州 Магаданская область
7. 沿海地方 Приморский край, Приморье
8. サハ共和国 Республика Саха, Якутия
9. サハリン州 Сахалинская область
10. ハバロフスク地方 Хабаровский край
11. チュクチ自治管区 Чукотский автономный округ, Чукотка

## 人口
- 2021年1月1日：797万5,762人[5]

## 隣接する地域・海域
- 北：東シベリア海
- 東：ベーリング海
- 南東：オホーツク海
- 南：日本海
- 南：羅先特別市
- 南：吉林省
- 南：黒竜江省
- 西：シベリア連邦管区
- 南：北海道

## 歴代大統領全権代表
- コンスタンチン・プリコフスキー（2000年5月18日 – 2005年11月14日）
- カミーリ・イスハコフ（2005年11月14日 - 2007年10月3日）
- オレグ・サフォーノフ（2007年11月30日 - 2009年4月30日）
- ヴィクトル・イシャエフ（2009年4月30日 - 2013年8月31日）
- ユーリ・トルトネフ（2013年8月31日から）